# الأسرة المصرية التاسعة والعشرون
الأسرة المصرية التاسعة والعشرون عادة ما تصنف على أنها الأسرة الرابعة من العصر المصري القديم المتأخر. تأسست بعد الإطاحة بـ أميرتيوس (الفرعون الوحيد في الأسرة الثامنة والعشرين) ، على يد نفريتس الأول عام 398 قبل الميلاد، وانتهى عصر هذه الأسرة عند الإطاحة بـ نفريتس الثاني عام 380 قبل الميلاد. 
حكمت الأسرة الأسرة التاسعة والعشرون لمدة 18 عاما فقط ( من 398- 380 قبل الميلاد)

## تاريخ
أسس نفريتس الأول الأسرة التاسعة والعشرين (وفقًا لبردية محفوظة في بمتحف بروكلين) بهزيمة أميرتايوس في معركة مفتوحة، ثم أعدمه في وقت لاحق في ممفيس (منف). أختار نفريتس الأول مدينة منديس (تسمى اليوم تل الربع) عاصمه لأسرته.
بعد وفاة نفريتس الأول ، تقاتل فصيلان متنافسان على العرش: أحدهما كان يدعم ابنه موثيس والآخر يدعم مغتصب بساموثيس . على الرغم من نجاح بساموثيس في هذا الصراع، إلا أنه لم يحكم لأكثر من عام واحد فقط. 
أطيح بـ بساموثيس من قبل هاكور، الذي ادعى أنه حفيد نفريتس الأول. وقاوم بنجاح المحاولات الفارسية لاحتلال مصر، وحصل على الدعم من أثينا ومن ملك قبرص (إيفاغوراس الأول). على الرغم من أن ابنه نفريتس الثاني أصبح ملكًا بعد وفاته، إلا أنه لم يكن قادرًا على الاحتفاظ بالعرش.

## ملوك الأسرة التاسعة والعشرون
| الرقم | الاسم         | اسم التتويج  | مدة الحكم                       |
| ----- | ------------- | ------------ | ------------------------------- |
| 1     | نفريتس الأول  | Baenre       | 399–393 قبل الميلاد             |
| 2     | هاكور         | Khenemmaatre | حوالي 392–حوالي 391 قبل الميلاد |
| 3     | بساموثيس      | —            | حوالي 391 قبل الميلاد           |
| 4     | هاكور         | Khenemmaatre | حوالي 390–حوالي 379 قبل الميلاد |
| 5     | نفريتس الثاني | —            | حوالي 379 قبل الميلاد           |

## معرض صور

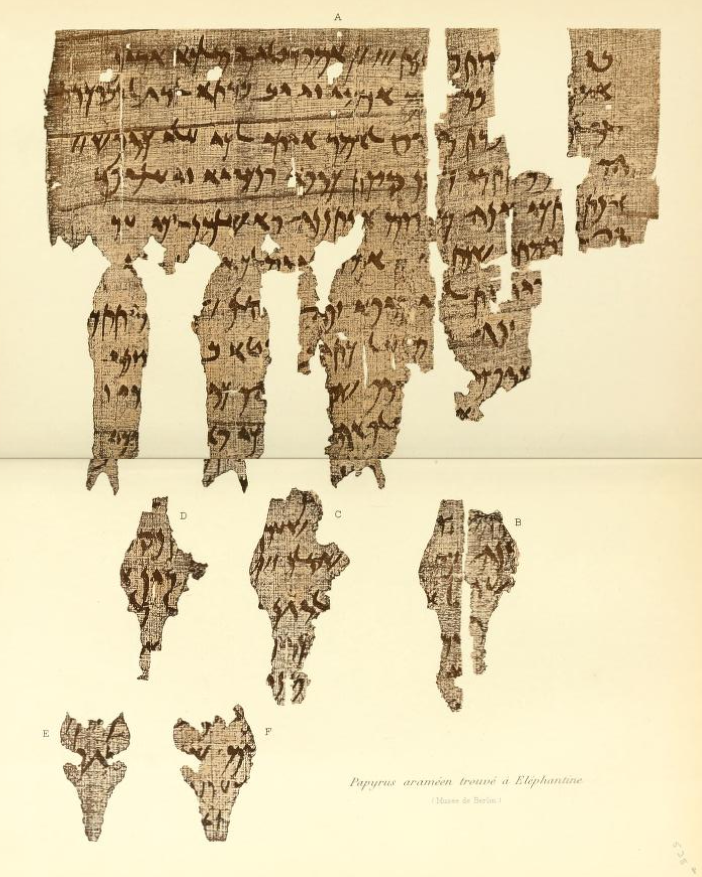
بردية آرامية من إلفنتين ، يعود تاريخها إلى السنة الخامسة من حكم أميرتايوس (400 قبل الميلاد).
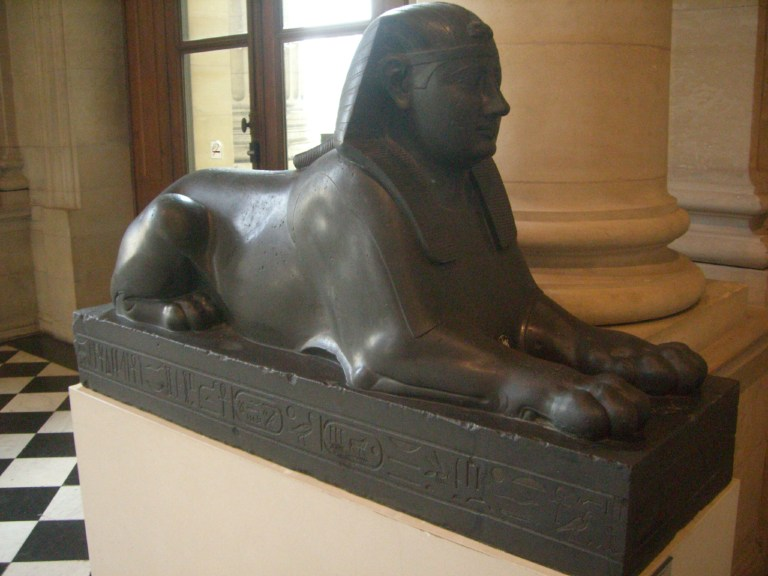
تمثال أبو الهول للفرعون نفريتس الأول في متحف اللوفر
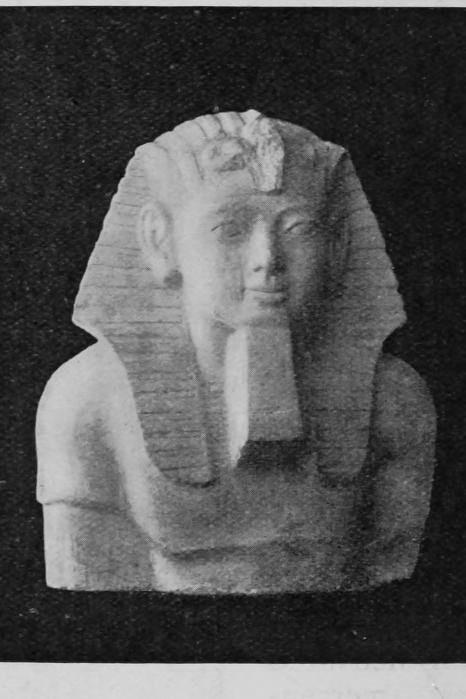
النصف العلوي من تمثال الفرعون هاكور. المتحف المصري القاهرة.
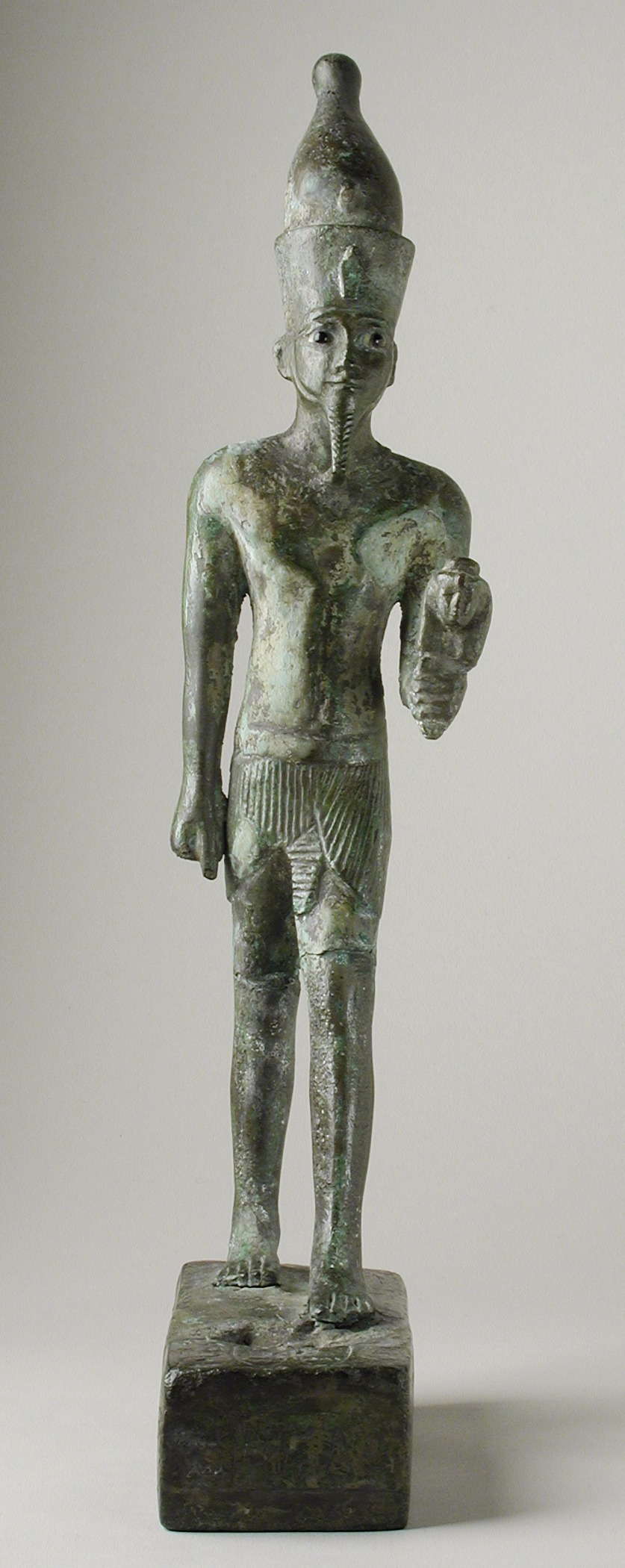
تمثال لملك الأسرة التاسعة والعشرين بساموثيس